# Đèo Nàng Tỏi
Đèo Nàng Tỏi (1914 - 2008) là con gái của Đèo Văn Long, thủ lĩnh của Khu tự trị Thái ở Tây Bắc Việt Nam và Lào những năm cuối Đông Dương thuộc Pháp. Sau cái chết của cha ở Toulouse năm 1975, bà đảm nhiệm danh hiệu của mình trong cộng đồng lưu vong Thái.

## Thân thế
Tổ tiên của Đèo Nàng Tỏi vốn mang họ Cầm, sinh sống ở Trung Quốc. Nhưng ông tổ là Cầm Văn An do vỡ nợ đã trốn sang Việt Nam và giao du với tù trưởng họ Đèo (là người địa phương). Sau khi vị tù trưởng lâm bệnh rồi mất, con của Cầm Văn An là Cầm Văn Sinh chiếm quyền cai quản xứ Thái và đổi sang họ Đèo.
Dòng họ Đèo đã nối tiếp truyền thống nhiều đời làm thủ lĩnh Khu tự trị Thái Đèo Cát Hãn. Cha của bà là Đèo Văn Long là thủ lĩnh khu tự trị Thái, và mẹ là bà Lò Thị Thịnh. Họ Đèo nhiều đời sống trong lâu đài riêng, nhưng giờ đã bị tàn phá, nhiều công trình sụp đổ. Đèo Nàng Tỏi còn có một người anh trai cả, nhưng đã chết trong chiến tranh.

## Tiểu sử

### Thời thơ ấu
Đèo Nàng Tỏi sinh ra vào 1914 tại Mường Lai, Việt Nam. Sau khi người anh cả mất, tước hiệu lãnh đạo khu tự trị Thái được cha bổ nhiệm bà làm người kế vị mình.

### Lãnh chúa Khu tự trị Thái

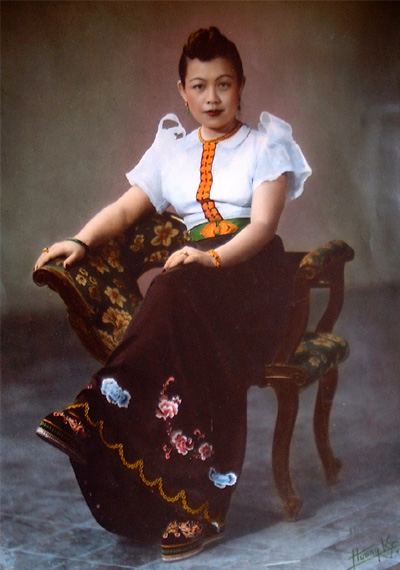
Đèo Nàng Tỏi năm 1954

Ngày 20 tháng 11 năm 1975, cha bà, lãnh chúa Đèo Văn Long qua đời, bà trở thành người kế vị hợp pháp chính thức. Bà cai trị cho tới năm 2008 thì trao quyền kế vị mình cho Đèo Văn Đức. 

### Lãnh đạo cộng đồng lưu vong Thái và qua đời
Bà di cư sang Pháp và trở thành người lãnh đạo chính thức của cộng đồng lưu vong Thái từ năm 2008. Bà đóng một vai trò quan trọng trong việc hỗ trợ tài chính nhằm mục đích giúp đỡ những người lưu vong từ Việt Nam khác thông qua các hiệp hội nhân đạo khác nhau. Những sự đóng góp cao cả này đã giúp bà được tặng Huân chương Hiệp sĩ quốc gia Pháp vào ngày 4 tháng 2 năm 1995 tại Marseille, Pháp bởi Đại tướng quân đội Jean Biré, có sự có mặt của Thống đốc quân đội - Thiếu tướng Paul Parraud.
Bà mất vào năm 2008 tại Marseille, Pháp.

## Các dấu mốc quan trọng
- Năm 1914: Sinh ra tại Mường Lai, Việt Nam
- Năm 1975: Cha mất, trở thành nữ chúa cai quản Khu tự trị Thái
- Năm 1995: Được tặng Huân chương Hiệp sĩ quốc gia Pháp
- Năm 2008: Trở thành người lãnh đạo cộng đồng lưu vong Thái. Trong năm này, bà qua đời

## Tổ tiên
- Đèo Cát Hãn , thủ lĩnh người Thái Trắng, sau trở thành lãnh đạo Khu tự trị Thái trong khoảng thời gian sau thế kỉ XIV cho đến đầu thế kỉ XV?

...
- - Đèo Cảm Kong 
    - Đèo Kim Cát thủ lĩnh khu tự trị Thái (thế kỉ XVIII) tại Việt Nam
      - Đèo Văn Đình
      - Đèo Văn Bình
      - Đèo Văn An thủ lĩnh khu tự trị Thái (thế kỉ XVIII)
        - Đèo Văn Phan (?-1903)
        - Đèo Văn Trị thủ lĩnh khu tự trị Thái (sinh 1848 - mất 1908)
          - Đèo Văn Man
          - Đèo Nàng Thiep
          - Đèo Nàng Mon
          - Đèo Văn Long thủ lĩnh khu tự trị Thái
            - Đèo Nàng Tỏi

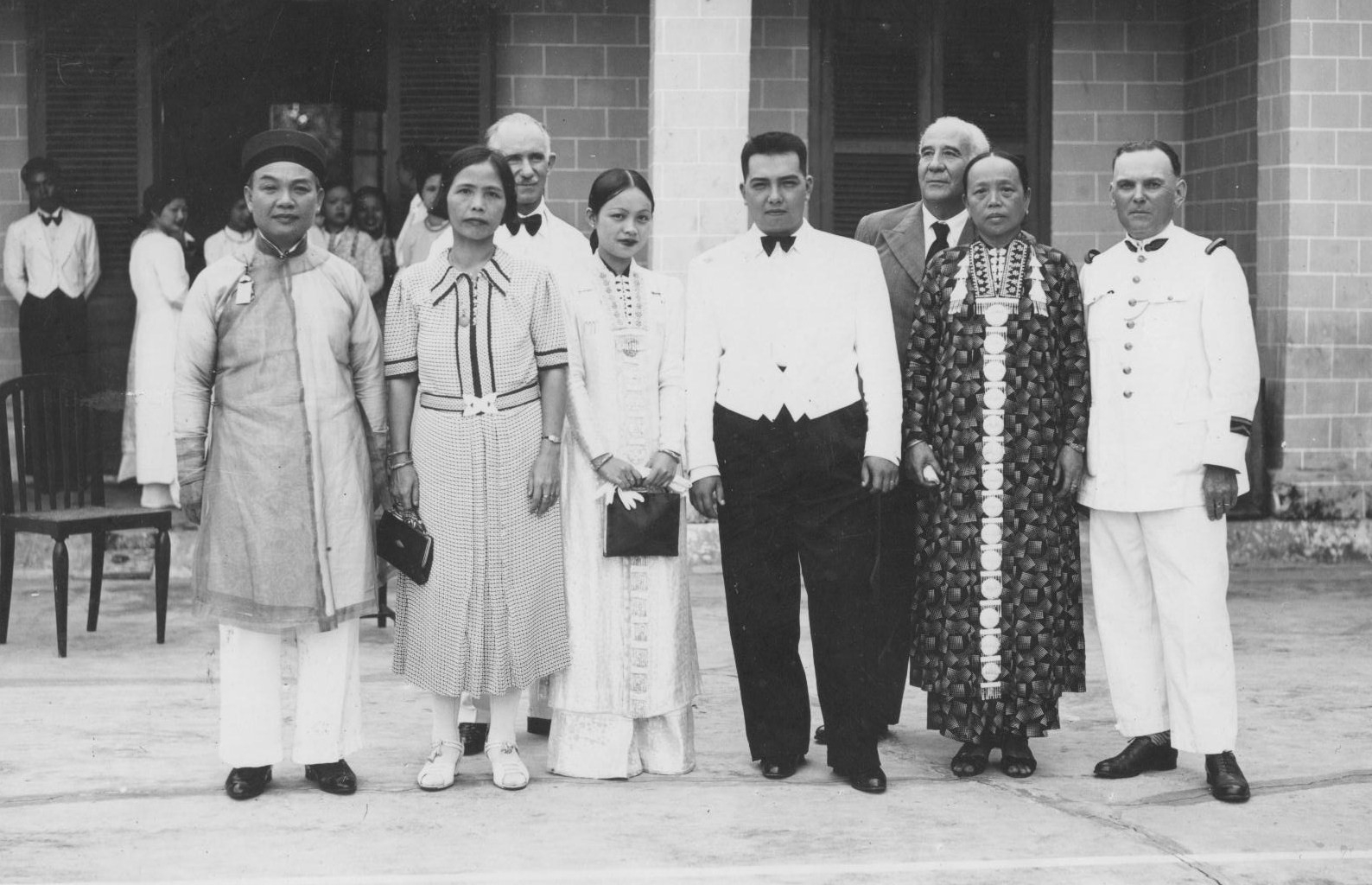
Đèo Nàng Tỏi trong đám cưới của mình
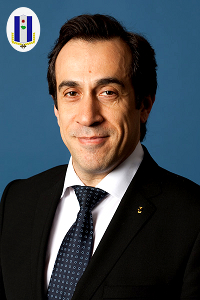
GARAUD Gwenael Louis - cháu trai của Đèo Nàng Tỏi
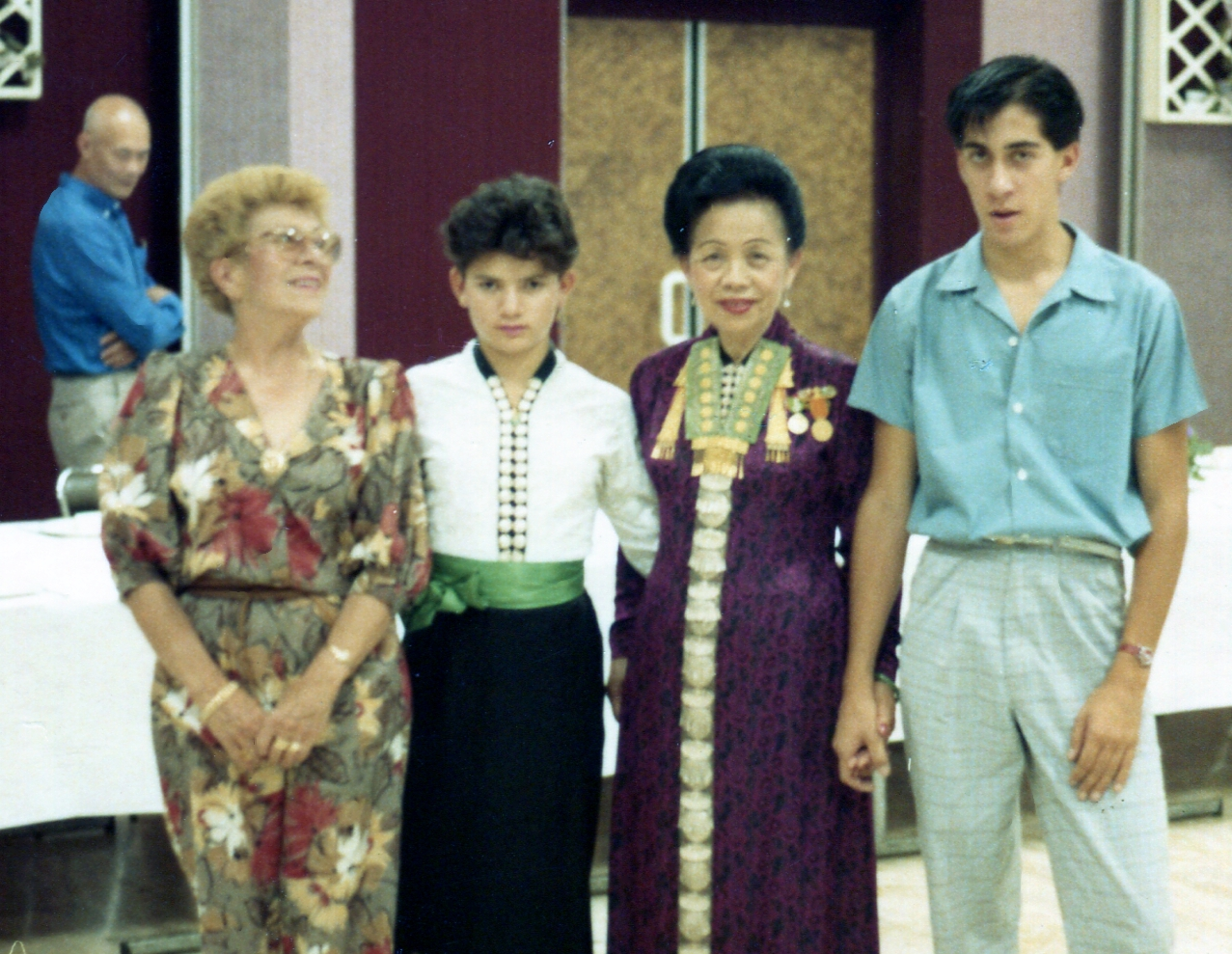
Đèo Nàng Tỏi (thứ hai từ phải sang) cùng cháu gái: Laetitia Lanque Garaud và cháu trai Gwenael Louis Garaud vào năm 1984

## Hậu duệ
Bà kết hôn với Commander Louis Bordier Tonkin (sinh ngày 10 tháng 11 năm 1916). Chồng bà sau khi tốt nghiệp trường kĩ thuật ở nước ngoài, đã trở thành một tình báo ở Đông Dương. Họ có một người con gái duy nhất Nine Deo-Bordier.
Họ sau này còn nhận nuôi hai con trai: Jean Claude Cauteret và Jean Jacques Deo.